# Zabuton
 (octobre 2023).
Si vous disposez d'ouvrages ou d'articles de référence ou si vous connaissez des sites web de qualité traitant du thème abordé ici, merci de compléter l'article en donnant les références utiles à sa vérifiabilité et en les liant à la section « Notes et références ».

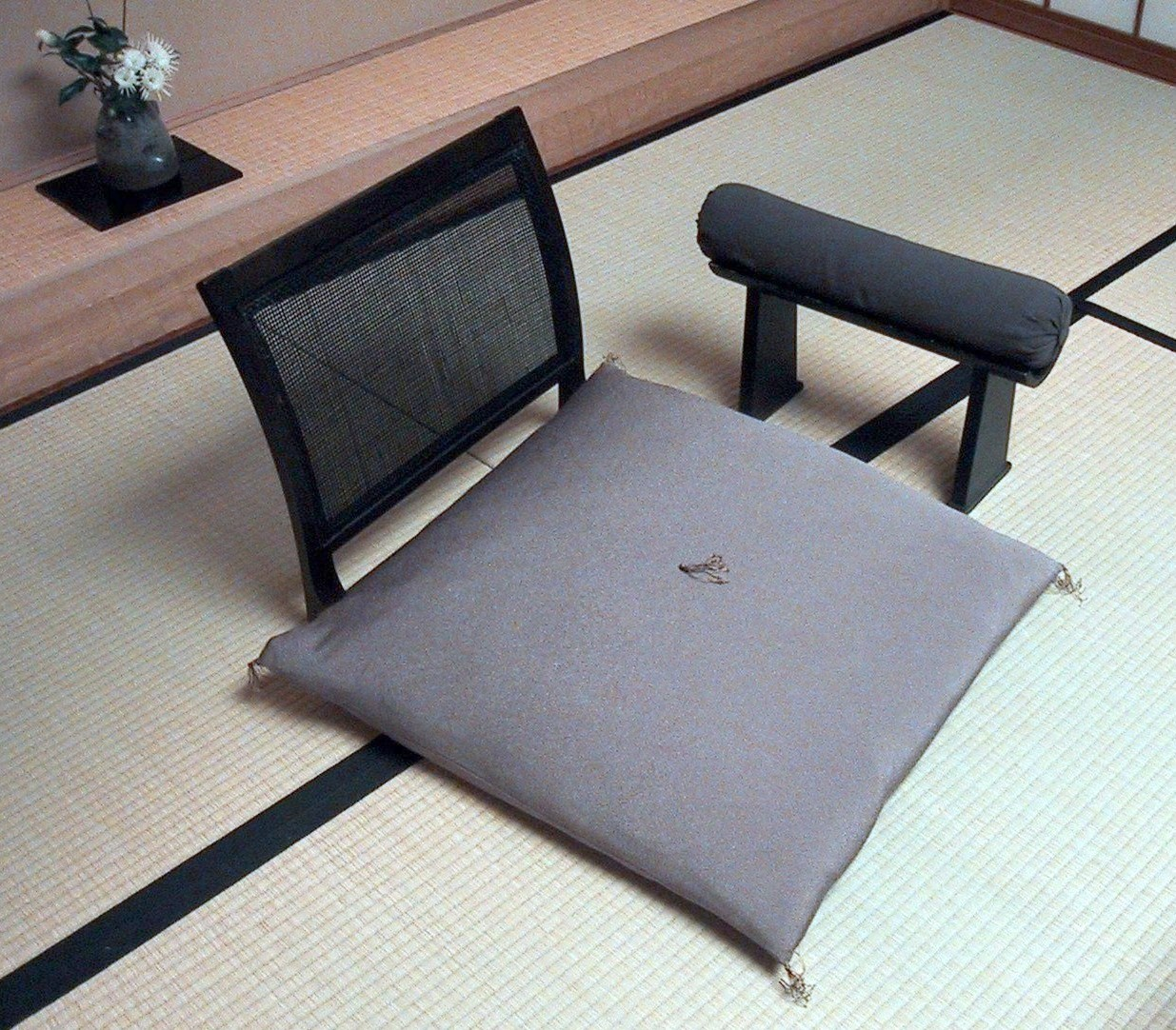
Siège japonais traditionnel japonais avec un zabuton et un repose-bras séparé.

Un zabuton (座布団) est un coussin japonais pour s'asseoir. La traduction littérale est « futon-siège ».
Le zabuton est le coussin de tous les jours que l'on trouve dans les maisons japonaises, et que l'on utilise pour manger, regarder la télévision, lire sous le kotatsu et autres activités quotidiennes dans le washitsu, posé sur un tatami. Un zabuton ordinaire est un carré de 50 à 70 cm de côté, et de plusieurs centimètres d'épaisseur quand il est neuf.
On trouve les zabuton : 
- dans la méditation zen : les pratiquants s'assoient sur un zafu posé sur un zabuton. Le zabuton sert de coussin pour les genoux et les chevilles. Il s'agit alors d'une natte carrée[1] ;
- dans le sumo, les spectateurs jettent leurs zabuton sur le ring en réaction à une défaite du yokozuna ;
- dans le rakugo (forme de one-man-show), les acteurs ne quittent pas leur zabuton pendant la durée de leur sketch ;
- dans le  yose, en particulier dans le show télévisé Shōten, les comédiens reçoivent des zabuton comme note ;
- dans le jidaigeki, selon un stéréotype, le boss d'une cellule de prison reçoit les zabuton de ses codétenus.